# EmiliodeVillota Motorsport

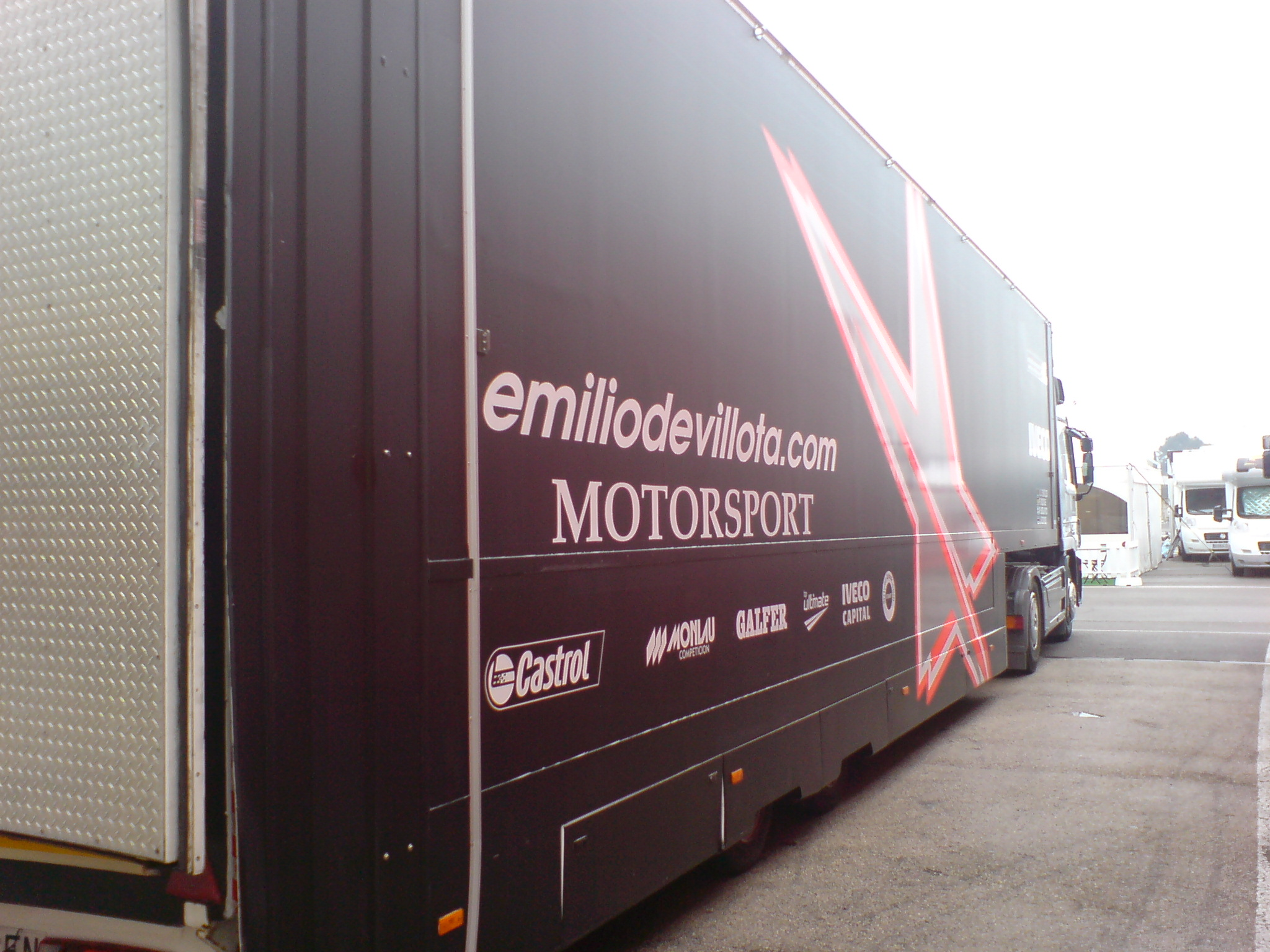
Caminhão de EmiliodeVillota Motorsport

A EmiliodeVillota Motorsport (ou Emilio de Villota Motorsport) é uma escola de pilotagem espanhola, propriedade do antigo piloto de Fórmula 1, também espanhol, Emilio de Villota.
A EmiliodeVillota Motorsport presta também suporte técnico a equipas de Superleague Fórmula (na temporada actual às equipas Team Spain - Atlético de Madrid, Team Turkey - Galatasaray S.K., Team China e Team South Korea).

## História
Em Outubro de 1980, Emilio de Villota funda a escola, após ter conquistado o Campeonato Britânico de Fórmula 1. A escola de pilotos Emilio de Villota foi a primeira em Espanha e em Portugal com cursos de formação de pilotos e de condutores. Pilotos como Pedro de la Rosa, Marc Gené ou Jordi Gené frequentaram a escola. Em 1987 constituiu a primeira Sociedade: a Escuela de Pilotos Emilio de Villota, S.A., na qual Emilio de Villota deixou de ser o accionista maioritário.
A EmiliodeVillota Motorsport, é uma equipa de automobilismo espanhola, fundada pelo ex-piloto de Fórmula 1 Emilio de Villota. Actualmente participa em três campeonatos. Emilio era director da EV Racing, mas em 2004 vendeu as acções detidas nessa equipa para formar a actual.

### EV Racing S.L.
Em 1997, em virtude do grande envolvimento da empresa em programas desportivos, a designação da Sociedade mudou para EV Racing, S.L (Emilio de Villota Racing Sociedad Limitada). O nome da escola ficou destinado às actividades relacionadas com o ensino, enquanto que a EV Racing participa em campeonatos menores, entre os quais no Campeonato de España de Fórmula 3.
Nos princípios de 2004, Emilio de Villota vendeu a sua participação na EV Racing, a fim de criar, com os seus filhos, uma escola nova. De modo a criar a actual escola, Emilio de Villota cedeu, gratuitamente, o nome comercial Escuela de Pilotos Emilio de Villota. Assim, a EV Racing já não está relacionada com de Villota, continuando, mesmo assim a competir e a ensinar, mas agora com o nome comercial Escuela Española de Pilotos.

### Material da escola
- 8 monolugares da Fórmula BMW Junior Cup;
- 1 camião-hospitalidade;
- 1 pit-box - Terraço Michelin;
- 5 boxes.[1]

### Master Junior Fórmula
Em 2005, Emilio de Villota criou a Master Junior Fórmula, já que a sua escola registou uma grande afluência de jovens pilotos. Esta categoria objectiva ser uma competição para introduzir os jovens saídos do karting aos monolugares. Emilio de Villota é o patrão do campeonato.

## Campeonatos

### Open Europeu de F3
O campeonato é dirigido por Emilio de Villota. Quanto à equipa EmiliodeVillota Motorsport, tem quinze trabalhadores, que contam com o experiente Emilio de Villota Jr., que tirou um curso superior de engenheria de automóveis na Universidad Politécnica de Oxford, tendo já sido mecânico na Fórmula 1.

#### Instalações e material
O campeonato está baseado em Madrid, perto do Circuito del Jarama.
Dispõe de quatro Dallara (três F308 e um F307), de 6 monolugares de Fórmula BMW e outros 10 para a Escola de Pilotos. Possui ainda um simulador Simtech Pro, entre outros equipamentos.

### Superleague Fórmula
A EmiliodeVillota Motorsport participa na Superleague Fórmula desde a 2010, sendo a equipa técnica de duas equipas nessa época (Sevilla FC e A.S. Roma), abrangendo mais uma equipa nas últimas três rondas (o Sporting C.P.). Em 2011 apoioa quatro equipas: Team Spain - Atlético de Madrid, Team Turkey - Galatasaray S.K., Team China e Team South Korea

## Resultados

### European F3 Open
| Temporada | Pilotos † | Pilotos † | Class. | Pontos |
| Temporada | Clase A | Copa España | Class. | Pontos |
| --------- | --- | --- | ------ | ------ |
| 2007      | - Bruno Méndez(7º, 57 pts) | | 5º     | 28     |
| 2008      | - Alex Waters (22º/16º, 0/0 pts) - Will Bratt (5º, 67/0 pts)                                                                     | - Gustavo Yacamán (9º/9º, 56/16 pts) - Cástor Benítez (22º/16º, 0/0 pts) - Alex Waters (22º/16º, 0/0 pts) - Máximo Cortés (não elegível para pontuar) - Isaac López (22º/16º, 0/0 pts) | 4º     | 63     |
| 2009      | - Samuele Buttarelli (19º, 9 pts) - Jonathan Legris (7º, 47 pts) - Doru Sechelariu (16º, 14 pts) - Sergio Canamasas (6º, 54 pts) | - Jonathan Legris (10º, 18 pts) - Noel Jamal (25º, 0 pts) | 4º     | 69     |
| 2010      | - Juan Carlos Sistos (9º, 37 pts) - Fernado Monje (6º, 46 pts) - Carlos Sainz Jr. (não elegível para pontuar)                    | | 6º     | 42     |
| 2011*     | - Juan Carlos Sistos (10º, 17 pts) - Nil Montserrat (8º, 20 pts)                                                                 | | 5º     | 21     |

† Entre parêntesis ao lado dos pilotos - Class. Campeonato Normal / Class. Copa F306/300; Pontos Campeonato Normal / Pontos Copa F306/300
* Temporada em curso

### Superleague Fórmula
| Temporada | Equipas/Clubes † |
| --------- | --- |
| 2010      | - Sevilla FC (Marcos Martínez) - 14º, 355 pontos - AS Roma (Julien Jousse; Máximo Cortés) - 8º, 458 pontos - Sporting CP (Adrián Vallés) - 15º, 329 pontos                                                                                      |
| 2011 *    | - Team Spain - Atlético de Madrid (María de Villota) - 13º, 28 pontos - Team Turkey - Galatasaray S.K. (Tristan Gommendy) - 10º, 38 pontos - Team China (Ho-Pin Tung) - 12º, 34 pontos - Team South Korea (Max Wissel) - Estreia-se na 2ª ronda |

† Ao lado das equipas/clubes - classificação do clube/equipa no campeonato
* Temporada em curso